# Ariel Arauz
Ariel Isaac Arauz Artola (Matagalpa, 30 de mayo de 2001) es un futbolista nicaragüense que juega como Mediocentro ofensivo en el Sporting F. C. de la Primera División de Costa Rica.

## Trayectoria

### A. D. Juventud Escazuceña
En el 2020, debutó en la segunda división de Costa Rica con A. D. Juventud Escazuceña.

### Guadalupe F. C.
En el 2021, fichó con Guadalupe F. C., debutando en la máxima categoría el 28 de julio de 2021 contra el C. S. Herediano, su ingreso se dio desde el minuto 84 por la victoria 0-1.

### A. D. Guanacasteca
El 9 de febrero de 2022, debutó con la A. D. Guanacasteca contra el Municipal Pérez Zeledón, dándose su ingreso desde el banco de suplencia al minuto 71 en el empate 0-0.

### Municipal Grecia
El 12 de agosto de 2023, debutó con el Municipal Grecia contra el Sporting F. C., dándose su ingreso desde el minuto 67 en la derrota 0-1.

### C. S. Herediano
El 7 de julio de 2024, debutó con el C. S. Herediano por medio de la competición de la Supercopa de Costa Rica 2024, Arauz ingresó el minuto 66, y con un empate en el marcador de 1-1, se definió en tanda de penales, logrando obtener la victoria y coronandóse campeón de la supercopa.

### Santos de Guápiles
El 9 de enero de 2025, se oficializó su fichaje en condición de préstamo durante 6 meses al Santos de Guápiles.

### Sporting F. C.
El 4 de julio de 2025, se oficializó su fichaje al Sporting F. C. en condición de préstamo durante un año.

## Selección nacional
El 3 de octubre de 2024, se oficializó su convocatoria para los partidos de la Liga de Naciones de la Concacaf 2024-25 contra Jamaica y Montserrat. El 10 de octubre, debutó contra Jamaica, Arauz ingresó desde el minuto 64 en la derrota 0-2.

#### Participaciones internacionales
| Competición                             | Sede     | Resultado      | Partidos | Goles |
| --------------------------------------- | -------- | -------------- | -------- | ----- |
| Liga de Naciones de la Concacaf 2024-25 | Concacaf | Fase de grupos | 2        | 0     |

#### Participaciones en eliminatorias
| Eliminatoria               | Sede                             | Resultado   | Partidos | Goles |
| -------------------------- | -------------------------------- | ----------- | -------- | ----- |
| Clasificación Mundial 2026 | Estados Unidos · México · Canadá | Por definir | 2        | 0     |

## Estadísticas

### Clubes
Actualizado al último partido jugado el 5 de octubre de 2024.
| Club                                                                                           | Div.          | Temporada     | Liga  | Liga  | Liga   | Copas nacionales | Copas nacionales | Copas nacionales | Copas internacionales | Copas internacionales | Copas internacionales | Total | Total | Total  |
| Club                                                                                           | Div.          | Temporada     | Part. | Goles | Asist. | Part.            | Goles            | Asist.           | Part.                 | Goles                 | Asist.                | Part. | Goles | Asist. |
| ---------------------------------------------------------------------------------------------- | ------------- | ------------- | ----- | ----- | ------ | ---------------- | ---------------- | ---------------- | --------------------- | --------------------- | --------------------- | ----- | ----- | ------ |
| Guadalupe F. C. · Costa Rica                                                                   |               |               |       |       |        |                  |                  |                  |                       |                       |                       |       |       |        |
| 1.ª                                                                                            | 2021-22       | 6             | 0     | 1     | —      | —                | —                | —                | —                     | —                     | 6                     | 0     | 1     |        |
| Total club                                                                                     | Total club    | 6             | 0     | 1     | 0      | 0                | 0                | 0                | 0                     | 0                     | 6                     | 0     | 1     |        |
| A. D. Guanacasteca · Costa Rica                                                                |               |               |       |       |        |                  |                  |                  |                       |                       |                       |       |       |        |
| 1.ª                                                                                            | 2021-22       | 10            | 0     | 0     | —      | —                | —                | —                | —                     | —                     | 10                    | 0     | 0     |        |
| 1.ª                                                                                            | 2022-23       | 14            | 1     | 0     | 1      | 0                | 0                | —                | —                     | —                     | 15                    | 1     | 0     |        |
| Total club                                                                                     | Total club    | 24            | 1     | 0     | 1      | 0                | 0                | 0                | 0                     | 0                     | 25                    | 1     | 0     |        |
| Municipal Grecia · Costa Rica                                                                  |               |               |       |       |        |                  |                  |                  |                       |                       |                       |       |       |        |
| 1.ª                                                                                            | 2023-24       | 20            | 0     | 2     | 1      | 0                | 0                | —                | —                     | —                     | 21                    | 0     | 2     |        |
| Total club                                                                                     | Total club    | 20            | 0     | 2     | 1      | 0                | 0                | 0                | 0                     | 0                     | 21                    | 0     | 2     |        |
| C. S. Herediano · Costa Rica                                                                   |               |               |       |       |        |                  |                  |                  |                       |                       |                       |       |       |        |
| 1.ª                                                                                            | 2024-25       | 11            | 0     | 1     | 2      | 0                | 0                | 2                | 0                     | 0                     | 15                    | 0     | 1     |        |
| Total club                                                                                     | Total club    | 11            | 0     | 1     | 2      | 0                | 0                | 0                | 0                     | 0                     | 15                    | 0     | 1     |        |
| Santos de Guápiles · Costa Rica                                                                |               |               |       |       |        |                  |                  |                  |                       |                       |                       |       |       |        |
| 1.ª                                                                                            | 2024-25       | 20            | 3     | 0     | —      | —                | —                | —                | —                     | —                     | 20                    | 3     | 0     |        |
| Total club                                                                                     | Total club    | 20            | 3     | 0     | 0      | 0                | 0                | 0                | 0                     | 0                     | 20                    | 3     | 0     |        |
| Sporting F. C. · Costa Rica                                                                    |               |               |       |       |        |                  |                  |                  |                       |                       |                       |       |       |        |
| 1.ª                                                                                            | 2025-26       | 0             | 0     | 0     | 0      | 0                | 0                | —                | —                     | —                     | 0                     | 0     | 0     |        |
| Total club                                                                                     | Total club    | 0             | 0     | 0     | 0      | 0                | 0                | 0                | 0                     | 0                     | 0                     | 0     | 0     |        |
| Total carrera                                                                                  | Total carrera | Total carrera | 81    | 4     | 4      | 4                | 0                | 0                | 2                     | 0                     | 0                     | 87    | 4     | 4      |
| 1. 2. Fuente:Transfermarkt Nota: No se incluye información de partidos con Juventud Escazuceña |               |               |       |       |        |                  |                  |                  |                       |                       |                       |       |       |        |

### Selección de Nicaragua
Actualizado al último partido jugado el 10 de junio de 2025.
| Absoluta · Nicaragua                              |   |   |   |   |   |   |   |   |   |   |   |   |
| 2024                                              | — | — | — | 2 | 0 | 0 | — | — | — | 2 | 0 | 0 |
| 2025                                              | 2 | 0 | 0 | 2 | 0 | 0 | 1 | 0 | 0 | 5 | 0 | 0 |
| Total                                             | 2 | 0 | 0 | 4 | 0 | 0 | 1 | 0 | 0 | 7 | 0 | 0 |
| 1. Fuente:Transfermarkt / National Football Teams |   |   |   |   |   |   |   |   |   |   |   |   |

## Palmarés

### Títulos nacionales
| Título                         | Club            | País       | Año  |
| ------------------------------ | --------------- | ---------- | ---- |
| Supercopa de Costa Rica        | C. S. Herediano | Costa Rica | 2024 |
| Primera División de Costa Rica | C. S. Herediano | Costa Rica | 2024 |